# 장림포 해전
장림포 해전(長林浦海戰)은 임진왜란 당시 조선 수군의 4차 출정(8월 24일 ~ 9월 2일) 기간 중의 첫 번째 전투다.
부산포에 주둔한 일본군을 격멸하기 위한 목적으로 한 출정이었으며, 이 전투는 양산강쪽에서 치른 소규모 접전이었다. 